# Grand-Auverné
Grand-Auverné est une commune de l'Ouest de la France, située dans le département de la Loire-Atlantique, en région Pays de la Loire.
Grand-Auverné fait partie de la Bretagne historique et du pays de la Mée.
Commune rurale, Grand-Auverné a connu un épisode industriel avec la présence d'une forge du XVIIe au XIXe siècle. Lors de la Révolution française, les landes autour du bourg servent de refuge aux Chouans, la population pâtit des affrontements avec les Républicains. L'économie de la commune, qui a également bénéficié de la présence de carrières d'ardoise jusqu'à la fin du XIXe siècle, est essentiellement agricole. Le déclin démographique observé depuis le milieu du XIXe siècle semble être enrayé au début du XXIe siècle.

## Géographie

### Situation

Situation de la commune de Grand-Auverné dans le département de la Loire-Atlantique.

Grand-Auverné est situé à quinze kilomètres au sud de Châteaubriant, à 45 kilomètres au nord-est de Nantes, à 60 kilomètres au nord-ouest d'Angers, à 63 kilomètres au sud de Rennes et à 68 kilomètres au sud-ouest de Laval. Les communes limitrophes sont Moisdon-la-Rivière, Petit-Auverné, Vallons-de-l'Erdre (commune déléguée de Saint-Sulpice-des-Landes), Riaillé et La Meilleraye-de-Bretagne.
| Moisdon-la-Rivière        |               | Petit-Auverné      |
|                           | Grand-Auverné |                    |
| La Meilleraye-de-Bretagne | Riaillé       | Vallons-de-l'Erdre |

### Relief
Grand-Auverné se situe à l'est du Massif armoricain. Son territoire est légèrement vallonné, les plis sont orientés est-ouest. Le nord de la commune et le bourg sont sur un plateau élevé, le centre se situe trente mètres plus bas, et le relief s'élève de nouveau au sud de la commune.

### Hydrographie
La commune est traversée par le Canut, affluent de la Vilaine, et par ses tributaires, le Don (rejoint sur Grand-Auverné par les ruisseaux des Rinais, de Brianson et le Nilan ainsi que par le tributaire de ce dernier, le ruisseau Brêche), ainsi que par les ruisseaux de Launay (et par son affluent, le ruisseau de la Haluchère) et du Bardeau.

### Climat
Pour des articles plus généraux, voir Climat des Pays de la Loire et Climat de la Loire-Atlantique.
En 2010, le climat de la commune est de type climat océanique altéré, selon une étude du CNRS s'appuyant sur une série de données couvrant la période 1971-2000. En 2020, Météo-France publie une typologie des climats de la France métropolitaine dans laquelle la commune est exposée à un climat océanique et est dans la région climatique  Bretagne orientale et méridionale, Pays nantais, Vendée, caractérisée par une faible pluviométrie en été et une bonne insolation. 
Pour la période 1971-2000, la température annuelle moyenne est de 11,7 °C, avec une amplitude thermique annuelle de 13,8 °C. Le cumul annuel moyen de précipitations est de 734 mm, avec 12,4 jours de précipitations en janvier et 6,9 jours en juillet. Pour la période 1991-2020, la température moyenne annuelle observée sur la station météorologique de Météo-France la plus proche, sur la commune de Soudan à 16 km à vol d'oiseau, est de 12,2 °C et le cumul annuel moyen de précipitations est de 826,4 mm,. Pour l'avenir, les paramètres climatiques de la commune estimés pour 2050 selon différents scénarios d'émission de gaz à effet de serre sont consultables sur un site dédié publié par Météo-France en novembre 2022.

## Urbanisme

### Typologie
Au 1er janvier 2024, Grand-Auverné est catégorisée commune rurale à habitat très dispersé, selon la nouvelle grille communale de densité à sept niveaux définie par l'Insee en 2022.
Elle est située hors unité urbaine. Par ailleurs la commune fait partie de l'aire d'attraction de Châteaubriant, dont elle est une commune de la couronne,. Cette aire, qui regroupe 20 communes, est catégorisée dans les aires de moins de 50 000 habitants,.

## Toponymie
Le nom de la localité est attesté sous la forme Auvrene en 1287.
En 1793, la scission de la commune en deux entités indépendantes portant le nom d'Auverné a entraîné l'ajout des préfixes Grand et Petit pour les distinguer.
En gallo, la langue d'oïl locale, le Grand-Auverné se dit toujours Le Grand-Bourg. Le nom de la commune peut également s'écrire L'Grâund Bourr ou L'Graund Bourr selon l'écriture MOGA, deux graphies qui reflètent les deux prononciations relevées : [ləgʁɛ̃wbuʁ] ou [lgʁɑ̃ːbuʁ]. La forme moderne Grand-Aovernë existe également, et prononcé [gʁɑ̃ːaʊvəʁnə].
Le nom en breton est Arwerneg-Veur depuis la fin du XXe siècle.

## Histoire
Des mégalithes présents sur le territoire de Grand-Auverné (on en dénombre huit à la fin du XIXe siècle, certains ont disparu depuis) sont la preuve de l'ancienneté de peuplement de la zone. Des sépultures celtes et mérovingiennes ont été mises au jour.
La région devient bretonne en 851, et fait partie du duché de Bretagne jusqu'à l'union de la Bretagne à la France en 1532.
En 1140 des moines fondent une abbaye dans la paroisse voisine de Meilleray. Auverné fait alors partie du duché de Bretagne, et dépend de la baronnie de Vioreau, et plus précisément de la seigneurie de la Haie. La paroisse est divisée entre les juridictions des seigneurs de la Haie, du Val et de la Rivière.
À la Révolution, les landes de la paroisse d'Auverné est un refuge pour les Chouans. La riposte des Républicains face au harcèlement chouan est violente, la population subit des brutalités et des massacres. La paroisse donne lieu à la création de deux communes, Grand-Auverné à l'ouest et Petit-Auverné à l'est.
La commune de Grand-Auverné a une économie basée sur l'agriculture, de l'exploitation de carrières de pierre ou d'ardoise, ainsi qu'une forge. À la fin du XXe siècle l'agriculture est toujours prépondérante, et des carrières de sable d'anciens fonds marins sont en activité.

## Politique et administration

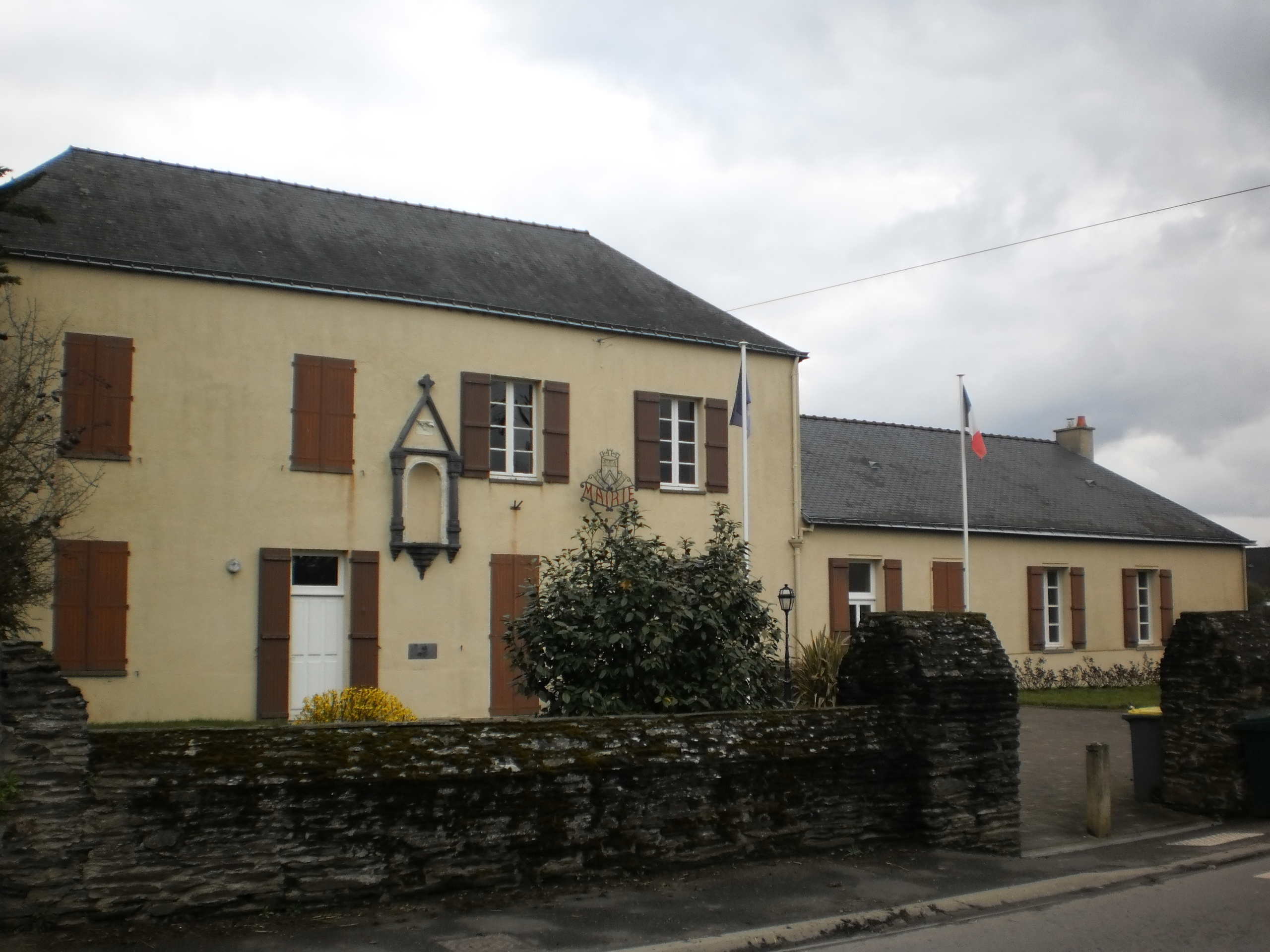
Mairie.

Grand-Auverné est située dans le canton et l'arrondissement de Châteaubriant, dans le département de la Loire-Atlantique (région Pays de la Loire). Comme pour toutes les communes françaises comptant entre 500 et 1 500 habitants, le conseil municipal est constitué de quinze membres en 2011.

### Intercommunalité
Grand-Auverné est membre de la communauté de communes du Castelbriantais, qui est constituée de dix-neuf communes regroupées autour de Châteaubriant.

## Population et société

### Démographie
Selon le classement établi par l'Insee, Grand-Auverné est une commune multipolarisée. Elle fait partie de la zone d'emploi et du bassin de vie de Châteaubriant. Elle n'est intégrée dans aucune unité urbaine. Toujours selon l'Insee, en 2010, la répartition de la population sur le territoire de la commune était considérée comme « peu dense » : 56 % des habitants résidaient dans des zones « peu denses »  et 44 % dans des zones « très peu denses ».

#### Évolution démographique
L'évolution du nombre d'habitants est connue à travers les recensements de la population effectués dans la commune depuis 1793. Pour les communes de moins de 10 000 habitants, une enquête de recensement portant sur toute la population est réalisée tous les cinq ans, les populations de référence des années intermédiaires étant quant à elles estimées par interpolation ou extrapolation. Pour la commune, le premier recensement exhaustif entrant dans le cadre du nouveau dispositif a été réalisé en 2005.

En 2022, la commune comptait 770 habitants, en évolution de −0,26 % par rapport à 2016 (Loire-Atlantique : +6,68 %, France hors Mayotte : +2,11 %).
| 1793  | 1800  | 1806  | 1821  | 1831  | 1836  | 1841  | 1846  | 1851  |
| ----- | ----- | ----- | ----- | ----- | ----- | ----- | ----- | ----- |
| 1 109 | 1 121 | 1 112 | 1 128 | 1 409 | 1 366 | 1 443 | 1 496 | 1 560 |

| 1856  | 1861  | 1866  | 1872  | 1876  | 1881  | 1886  | 1891  | 1896  |
| ----- | ----- | ----- | ----- | ----- | ----- | ----- | ----- | ----- |
| 1 637 | 1 724 | 1 710 | 1 821 | 1 904 | 1 802 | 1 746 | 1 764 | 1 530 |

| 1901  | 1906  | 1911  | 1921  | 1926  | 1931  | 1936  | 1946  | 1954  |
| ----- | ----- | ----- | ----- | ----- | ----- | ----- | ----- | ----- |
| 1 435 | 1 385 | 1 408 | 1 148 | 1 106 | 1 064 | 1 062 | 1 075 | 1 043 |

| 1962  | 1968  | 1975 | 1982 | 1990 | 1999 | 2005 | 2006 | 2010 |
| ----- | ----- | ---- | ---- | ---- | ---- | ---- | ---- | ---- |
| 1 041 | 1 051 | 905  | 877  | 754  | 681  | 723  | 711  | 805  |

| 2015 | 2020 | 2022 | - | - | - | - | - | - |
| ---- | ---- | ---- | - | - | - | - | - | - |
| 776  | 769  | 770  | - | - | - | - | - | - |

#### Pyramide des âges
La population de la commune est relativement jeune.
En 2018, le taux de personnes d'un âge inférieur à 30 ans s'élève à 34,5 %, soit en dessous de la moyenne départementale (37,3 %). À l'inverse, le taux de personnes d'âge supérieur à 60 ans est de 26,7 % la même année, alors qu'il est de 23,8 % au niveau départemental.
En 2018, la commune comptait 384 hommes pour 384 femmes, soit un taux de 50 % de femmes, légèrement inférieur au taux départemental (51,42 %).
Les pyramides des âges de la commune et du département s'établissent comme suit.
| Hommes | Classe d’âge | Femmes |
| ------ | ------------ | ------ |
| 0,5    | 90 ou +      | 1,6    |
| 6,5    | 75-89 ans    | 11,7   |
| 17,4   | 60-74 ans    | 15,8   |
| 24,5   | 45-59 ans    | 19,0   |
| 18,0   | 30-44 ans    | 16,1   |
| 13,3   | 15-29 ans    | 14,3   |
| 19,8   | 0-14 ans     | 21,6   |

| Hommes | Classe d’âge | Femmes |
| ------ | ------------ | ------ |
| 0,6    | 90 ou +      | 1,8    |
| 6      | 75-89 ans    | 8,6    |
| 15,1   | 60-74 ans    | 16,4   |
| 19,4   | 45-59 ans    | 18,8   |
| 20,1   | 30-44 ans    | 19,3   |
| 19,2   | 15-29 ans    | 17,4   |
| 19,5   | 0-14 ans     | 17,6   |

### Enseignement
Grand-Auverné dépend de l'académie de Nantes. La commune abrite une école primaire de l'enseignement catholique, l'école Notre-Dame des Anges. Les collèges publics les plus proches se trouvent à Châteaubriant et Saint-Mars-la-Jaille, et les lycées se situent à Châteaubriant.

### Santé
Il n'y a pas de médecin ni d'infirmiers à Grand-Auverné, les plus proches sont situés à Moisdon-la-Rivière. L'hôpital et les cliniques les plus proches se situent à Châteaubriant.

## Économie

### Revenu fiscal
En 2008, le revenu fiscal médian par ménage était de 14 209 €, ce qui plaçait Grand-Auverné au 28 726e rang  parmi les 31 604 communes de plus de 50 ménages en métropole.

### Entreprises, commerces, agriculture
Au lieu-dit Lambrun une carrière de roches meubles (sables, graviers) est exploitée par la société Lafarge.
L'agriculture est un secteur économique important de Grand-Auverné. Si, selon l'Insee, le nombre d'exploitations a diminué entre 1988 et 2000, passant de 79 à 55, la surface exploitée a légèrement diminué (de 2 833 à 2 456 hectares) sur cette période. L'élevage bovin a régressé (4 224 bêtes en 1988, 3 861 en 2000), tandis que le nombre de volailles a nettement progressé, passant de 106 925 à 122 900.

## Culture locale et patrimoine

### Lieux et monuments

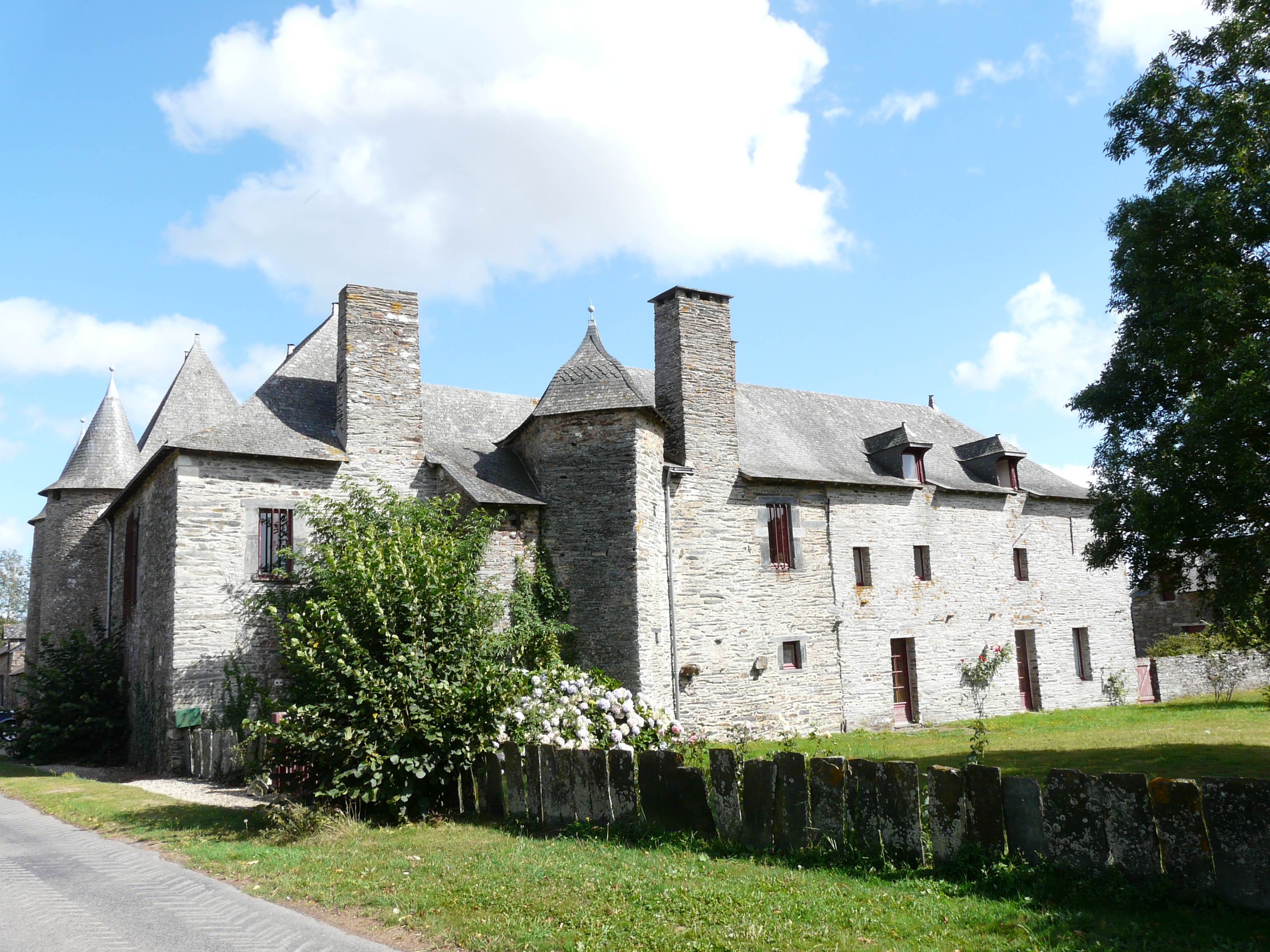
Aile ouest du manoir de la Petite-Haie.

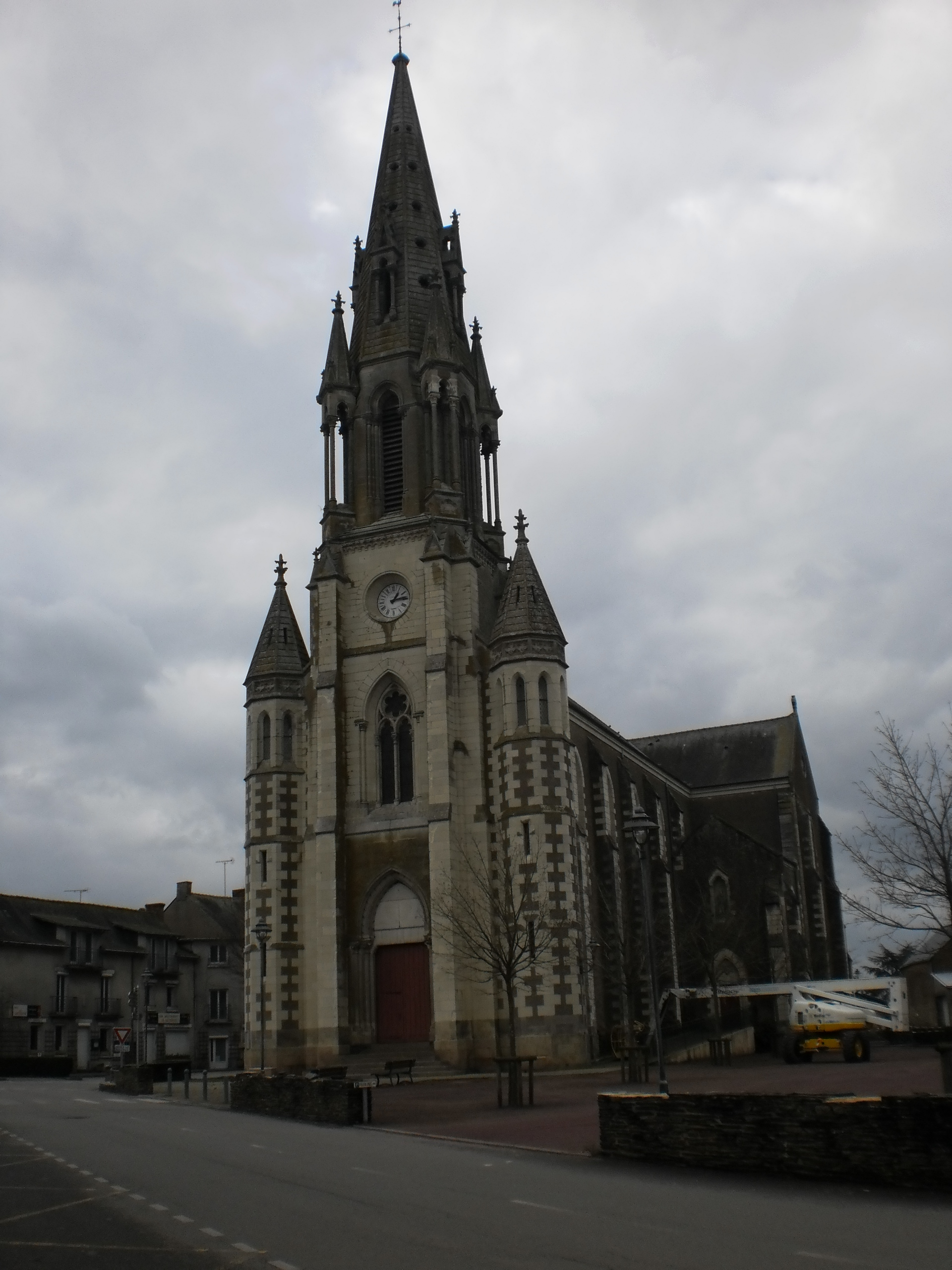
Église de Grand-Auverné.

Le manoir de la Petite-Haie, datant des XVe et XVIe siècles succède au château seigneurial de la Grande-Haie, sans doute à l'origine d'Auverné. Le manoir de la Petite-Haie est en schiste ; les façades et les toitures des deux corps de bâtiment y compris la chapelle et le pigeonnier, l'escalier extérieur avec sa loggia, sont inscrits aux Monuments historiques,.
D'autres manoirs parsèment la commune : le château-Gaillard à la Nantais date du XVIIe siècle, tout comme le manoir du Val, le château de Launay a été bâti au XIXe siècle. Ce dernier contient une cheminée monumentale remarquable.
La dévotion chrétienne a également suscité des constructions. L'église paroissiale a été construite en 1879, en pierre blanche, dans un style néo-gothique. Grand-Auverné compte également les chapelles Notre-Dame-de-Bon-Secours à Aunais et Sainte-Anne à la Blanche. Des croix et calvaires ont été érigés en plusieurs endroits : le calvaire du val Rochemort est bâti sur un site qui est une nécropole depuis l'époque celte ou gallo-romaine, une tombe de cette époque est découverte lors de la construction du calvaire actuel en 1946 ; le calvaire de Villechoux, en schiste bleu, date du XVIIe ou du XVIIe siècle ; la Bonne-Croix est érigée en 1782, abattue en 1796 et aussitôt relevée, restaurée en 1895 et 1990. Au pied de cette croix, des processions de femmes sont venues implorer la sauvegarde de leurs proches lors de la Première Guerre mondiale.
Près du grand Moulin du val, se trouve la butte du Trésor, où l'on voit des restes de retranchements romains et d'une voie romaine.

### Emblèmes

#### Héraldique
| Armes du Grand-Auverné | De gueules au chevron d'or accompagné de trois fleurs de lys du même ; au chef d'hermine. Le chef d'hermine évoque le blasonnement d'hermine plain de la Bretagne, rappelant l'appartenance passée de la ville au duché de Bretagne. Blason conçu par M. de Kerangas, dessiné par l'héraldiste Michel Pressensé (délibération municipale du 22 avril 1966), enregistré le 17 mars 1971. |

#### Devise
La devise de Grand-Auverné : « Pax Et Bonum ».

### Personnalités liées à la commune
- Joseph Doré, archevêque de Strasbourg de 1997 à 2006 est né au Grand-Auverné le 26 septembre 1936.